# Partia Republikańska (Tunezja)
Partia Republikańska (arab. الحزب الجمهوري, Al-Ḥizb al-Jumhūrī; fr. Parti républicain) – tunezyjska partia centrowa. Partia została oficjalnie utworzona 9 kwietnia 2012 roku z połączenia Progresywnej Partii Demokratycznej, Afek Tounes i Tunezyjskiej Partii Republikańskiej. Przewodniczącą partii została Maya Jribi, dawna sekretarz generalna Progresywnej Partii Demokratycznej. W wyborach parlamentarnych w 2014 partia zdobyła 1 mandat.